# Haplochromis pyrrhocephalus
Haplochromis pyrrhocephalus е вид лъчеперка от семейство Цихлиди (Cichlidae).

## Разпространение
Видът е разпространен в Танзания.